# 藤波伊忠
藤波 伊忠（ふじなみ これただ）は、室町時代の公卿。神祇大副。伊勢神宮祭主。

## 生涯
神宮祭主藤波秀忠の子として、応仁2年（1468年）に生まれる。初名は輔忠（すけただ）。
明応2年閏4月11日（1493年5月26日）、神宮祭主となる。永正3年（1506年）、従三位に叙され、公卿に列した。永正4年（1507年）、神祇大副となる。
大永2年9月2日（1522年9月21日）、次男の朝忠に神宮祭主職を譲任した。その8日後に死去した。55歳。

## 官歴
- 永正3年9月11日（1506年9月27日）、従三位
- 永正8年1月29日（1511年2月27日）、正三位
- 大永2年（1522年）2月、従二位

## 系譜
- 父：藤波秀忠
- 母：不詳
  - 兄弟：藤波清秀、藤波信忠
- 妻：不詳
  - 長男：藤波国忠
  - 次男：藤波朝忠